# Dil (film)
Dil è un film indiano del 1990 diretto da Indra Kumar.

## Premi
- Filmfare Awards
  - "Best Actress" (Madhuri Dixit)